# Elisabeth von der Pfalz (1483–1522)
Elisabeth von der Pfalz (* 16. November 1483 in Heidelberg; † 24. Juni 1522 in Baden-Baden) aus der Familie der Wittelsbacher gehörte zur pfalzgräflichen Linie und war durch Heirat nacheinander Landgräfin von Hessen-Marburg und Markgräfin von Baden.

## Leben
Elisabeth war eine Tochter des Kurfürsten Philipp von der Pfalz (1448–1508) aus dessen Ehe mit Margarete (1456–1501), Tochter des Herzogs Ludwig IX. von Bayern-Landshut.
Sie heiratete in erster Ehe am 12. Februar 1496 in Heidelberg Landgraf Wilhelm III. von Hessen-Marburg (1471–1500). Das Beilager fand aber erst 1498 in Frankfurt am Main statt. Die Ehe band Wilhelm III. enger an das kurpfälzische Haus, während Wilhelms Kasseler Vettern als Parteigänger des Kaisers galten. Im Falle seines erbenlosen Todes hatte Wilhelm der Pfalz als Wittum und Widerlage fast die gesamte Grafschaft Katzenelnbogen zugesprochen. Nach dem Tod Wilhelms III. fiel das Land aber mit Katzenelnbogen an dessen Vetter Wilhelm II. von Hessen-Kassel, den Elisabeth auf Wunsch der Pfälzer Partei nun heiraten sollte. Dieser lehnte aber ab und vermählte sich mit einer den Habsburgern nahestehenden Prinzessin. Zusätzlich beteiligte sich Wilhelm II. auch wegen der Streitigkeiten um das Wittum Elisabeths an der Reichsacht Kaiser Maximilians gegen Elisabeths Vater und Bruder.
3 Jahre nach dem Tod ihres ersten Ehemanns vermählte sie sich am 3. Januar 1503 in Heidelberg mit Markgraf Philipp I. von Baden (1479–1553). In einem 1508 geschlossenen Vertrag bezüglich Elisabeths Mitgift wurde festgelegt, dass die Kurpfalz die 1463 von Baden erworbenen Teile der Grafschaft Sponheim wieder an Baden abtrat.
Elisabeth wurde in der Stiftskirche in Baden-Baden bestattet.

## Nachkommen
Aus ihrer zweiten Ehe mit Markgraf Philipp von Baden hatte Elisabeth folgende Kinder:
- Marie Jakobäa (1507–1580)

⚭ 1522 Herzog Wilhelm IV. von Bayern (1493–1550)
- Philipp (1508–1509)
- Philipp Jakob (*/† 1511)
- Marie Eva (*/† 1513)
- Johann Adam (*/† 1516)
- Max Kaspar (*/† 1519)